# Tobia, Gli occhi di Elisha
Tobia. Gli occhi di Elisha (Tobie Lolness, Les Yeux d'Elisha) è il secondo romanzo di Timothée de Fombelle, della serie Tobie Lolness.
Il libro è stato tradotto in polacco, ungherese, spagnolo, catalano, cinese, vietnamita, turco, oltre che in italiano.

## Trama
Il libro è ambientato in un albero dove gli abitanti sono piccoli omini alti pochi millimetri.
Tobia Lolness, ormai cresciuto, torna all'albero dal popolo dell'erba (gli Spelati) per sconfiggere Jo Mitch e Leo Blue, un suo vecchio amico che ha preso potere e si è schierato dalla parte di Mitch. La quercia è ferita a morte da un cratere scavato nel legno dagli Spelati, ai quali si dà una caccia spietata, e da numerosi membri del Consiglio ormai deposto, trattati come schiavi. Tra di questi ci sono anche Sim e Maia Lolness, i genitori di Tobia, ancora prigionieri.
Leo Blue tiranneggia le Cime ed Elisha è sua prigioniera, infatti Blue vuole sposarla, ma non riesce a convincerla. Tobia deve sconfiggere Jo Mitch per salvare l'intero popolo dell'albero. Non si arrende e combatte, scoprendo che non è solo come pensava. Leo Blue scopre di essere il fratello di Elisha e che suo padre è stato ucciso da Mitch, non dagli Spelati a cui da una così sanguinosa caccia, così uccide quest'ultimo con il boomerang di suo padre. Tobia viene infine a sapere che i suoi genitori sono Nino e Tess, un pittore e una funambola, e che è stato adottato dai Lolness.

## Edizioni in italiano
- Timothée de Fombelle, 2: Gli occhi di Elisha, traduzione di Maria Bastanzetti; illustrazioni di François Place, Cinisello Balsamo: San Paolo, 2008 Fa parte di: Tobia